# Charles Daudelin
Charles Daudelin (Granby, 1 oktober 1920 – Kirkland, 2 april 2001) was een Canadese schilder, tekenaar en beeldhouwer.

## Leven en werk
Daudelin volgde een tekenopleiding in zijn geboorteplaats en studeerde schilderkunst bij Paul-Émile Borduas aan de École du Meuble de Montréal in Montréal. Ook bezocht hij regelmatig het atelier van de kunstenaar Alfred Pellau. Een eerste expositie van zijn schilderwerk kreeg hij in 1943 bij de Domion Gallery, zijn eerste beeldhouwwerk toonde hij in 1946. Tussen 1944 en 1948 onderging hij de invloed van het kubisme en surrealisme bij Fernand Léger in New York en, gedurende een verblijf met een studiebeurs van 1946 tot 1948 in Parijs, bij Henri Laurens. Van 1963 tot 1967 was hij docent aan de École des beaux-arts in Montréal.
De kunstenaar kreeg in 1985 de Prix Paul-Émile Borduas en werd in 1998 benoemd in de Ordre national du Québec. Zijn laatste werk kreeg de titel Le Passage du 2 avril en werd geplaatst voor de Cityhall in Kirkland.

## Salle Daudelin
Het Musée national des beaux-arts du Québec (MNBAQ) heeft sinds 2009 een zaal gewijd aan het werk van Charles Daudelin. De zaal "Daudelin" toont een permanent overzicht van zijn oeuvre met 35 werken uit de eigen collectie. Deze eer viel de kunstenaar ten deel na de schilders Jean-Paul Riopelle, Jean Paul Lemieux en Alfred Pellan.

## Werken (selectie)
- Habitants des îles (1946), Musée des beaux-arts
- Allegrocube (1973), Palais de Justice in Montréal
- Retable - bronzen altaarstuk (1980/82), Chapelle Notre-Dame du Sacré-Coeur in Montréal
- Embâcle (1984)[2] - fontein/sculptuur, Place du Québec in Parijs
- Cailloudo (1990), Saint-Laurent
- Éclatement II (1999) - fontein/sculptuur, Gare du Palais in Québec
- Cavalière (1963/2001), Musée nationale des beaux-arts du Québec
- Grille van metrostation Langelier van de Metro van Montréal

## Fotogalerij

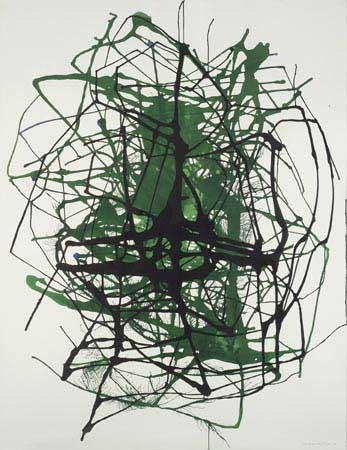
Circuit 5 (1994) - inkt op papier
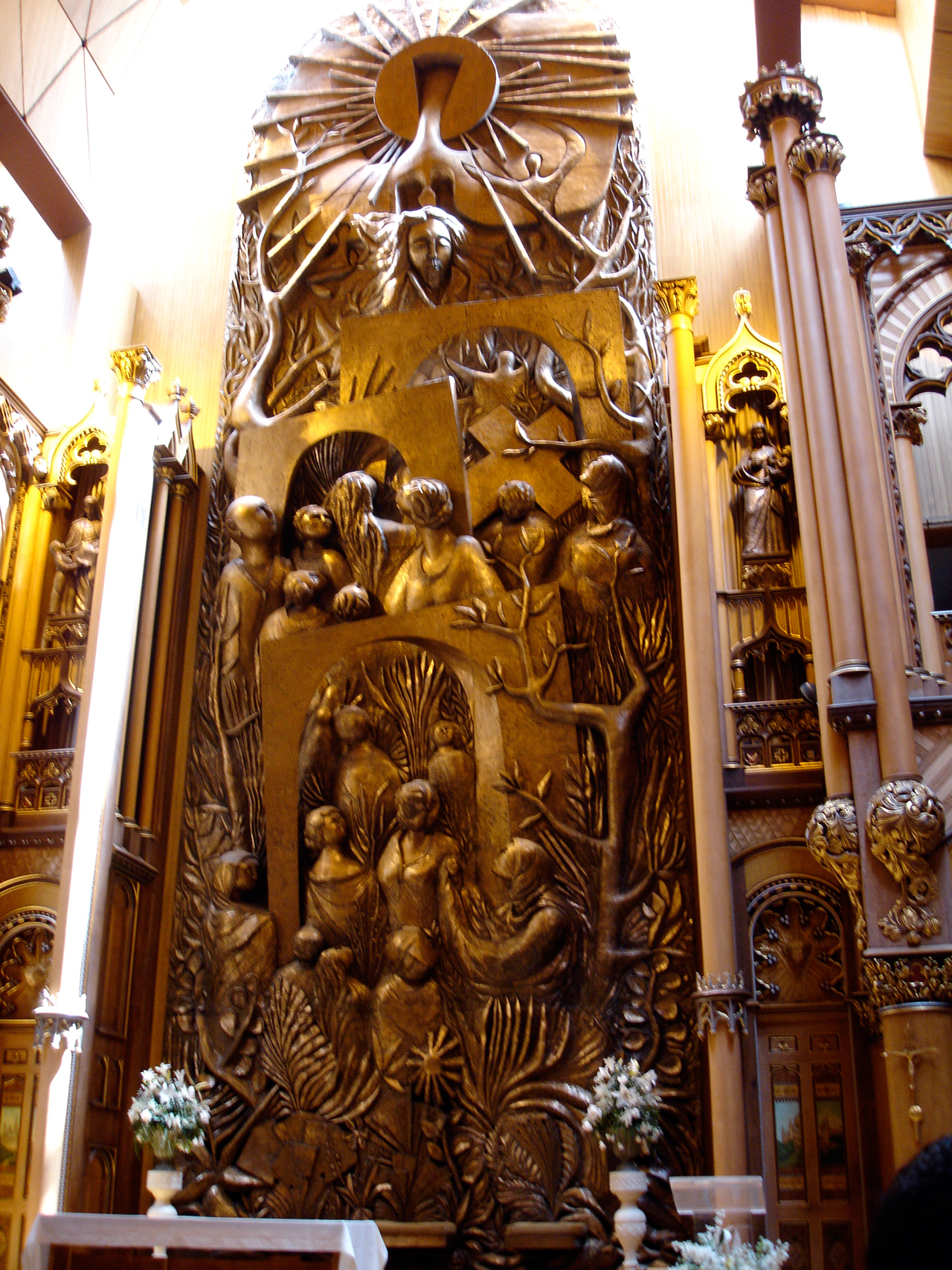
Retabel Notre-Dame du Sacré-Coeur Montréal
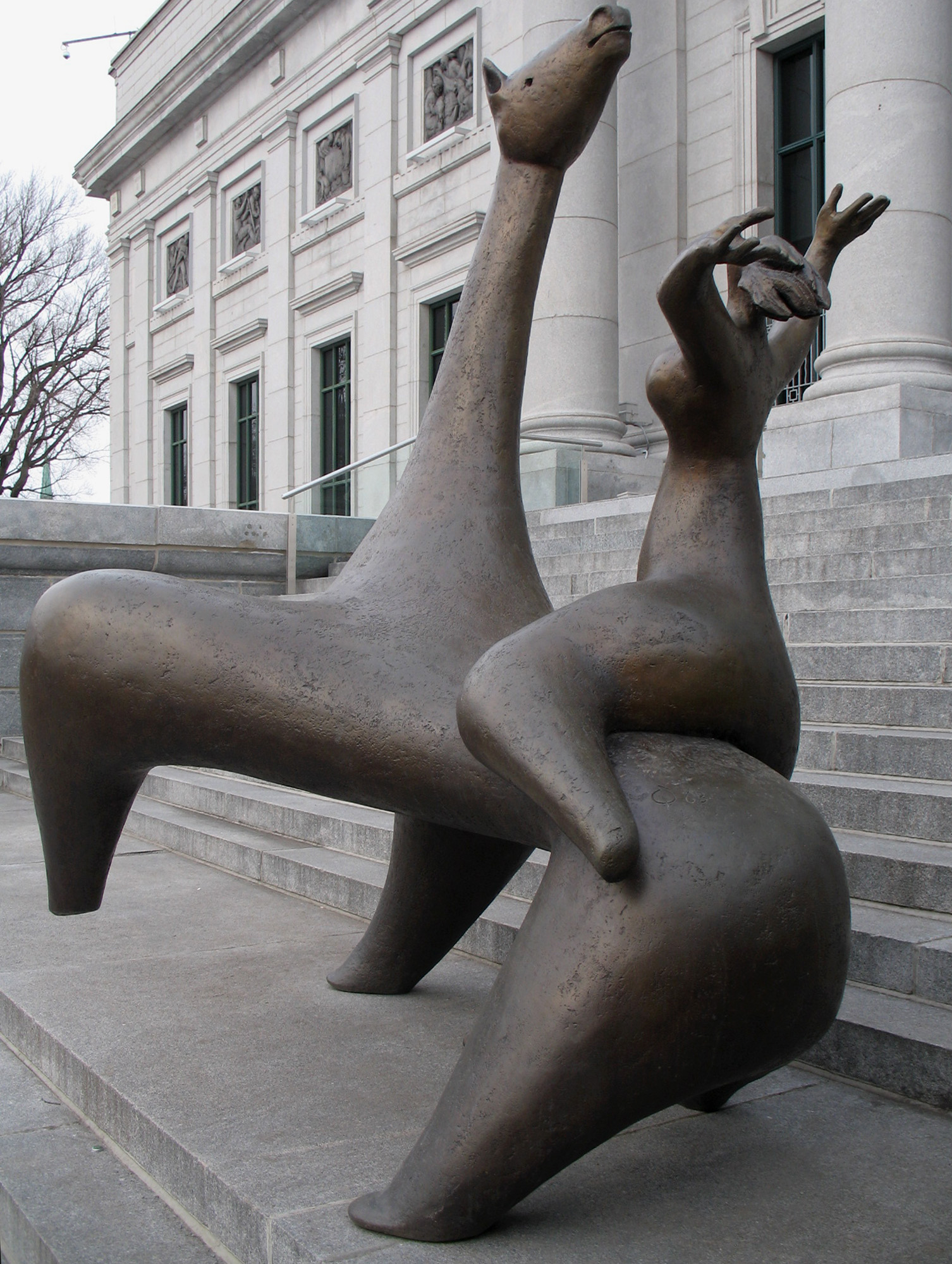
Cavalière (1963/2001)
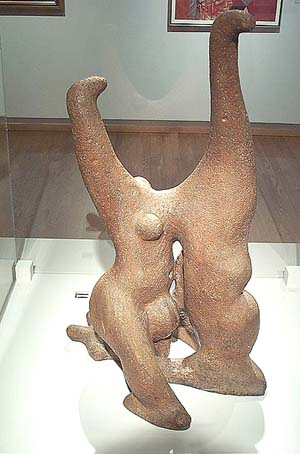
Habitants des îles (1946)
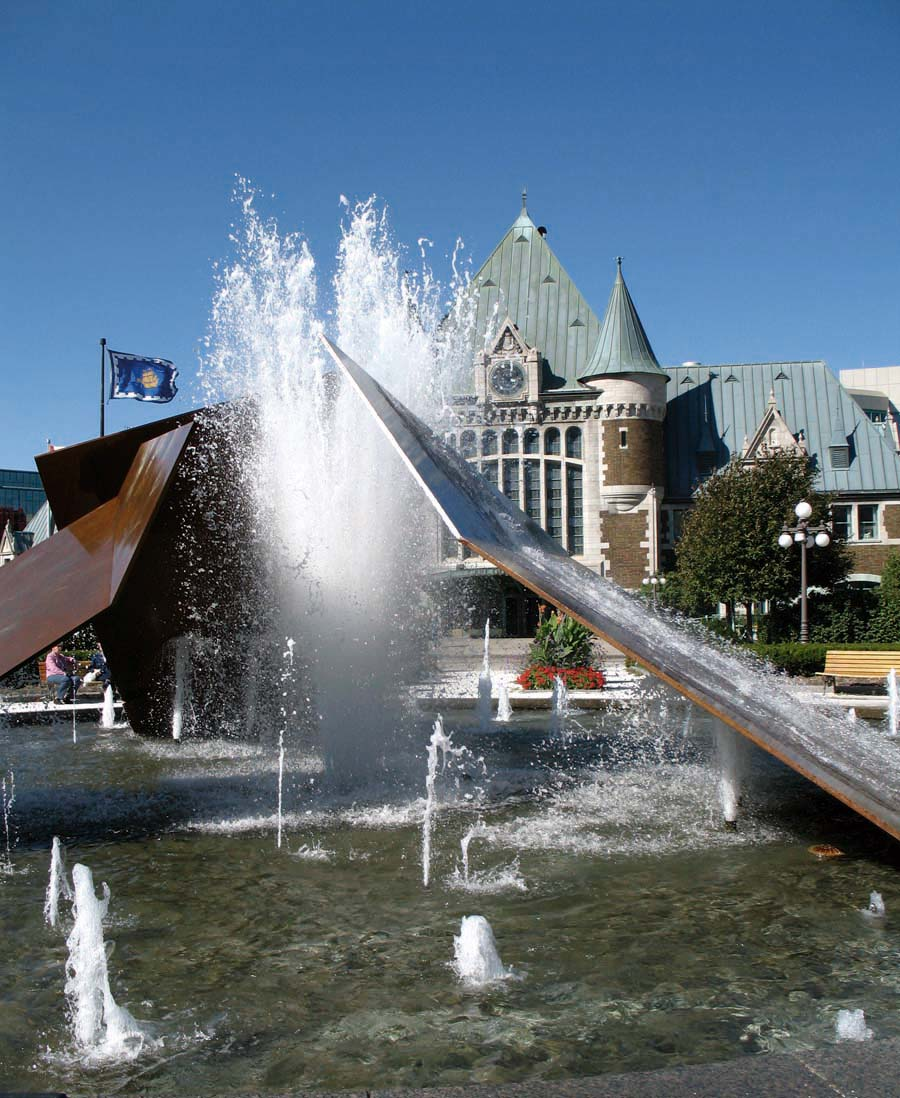
Éclatement II (1999)